# Ionomicina
Ionomicina es un ionóforo producido por la bacteria Streptomyces conglobatus. Se utiliza en la investigación para aumentar el nivel intracelular de calcio (Ca2+) y como una herramienta de investigación para comprender el transporte de Ca2+ a través de membranas biológicas. También se utiliza para estimular la producción intracelular de las siguientes citocinas; interferón, perforina, IL-2, y IL-4 - generalmente en conjunción con PMA. Estas citoquinas son importantes en la respuesta inflamatoria.
Comercialmente, ionomicina se puede obtener como un ácido libre, o como sal de Ca2+. 